# Pierre Gustave Toutant de Beauregard
Pierre Gustave Toutant de Beauregard (New Orleans, 28 maggio 1818 – New Orleans, 20 febbraio 1893) è stato un generale, politico, inventore e scrittore statunitense.
Ufficiale nell'US Army divenne generale nell'esercito degli Stati Confederati durante la guerra di secessione. Noto con il soprannome di "Napoleone in grigio", si formò come ingegnere civile e successivamente prese parte come geniere alla guerra americano-messicana. Dopo la nomina a sovrintendente di West Point nel 1861, quando il Sud decise di separarsi dal Nord diede le dimissioni dall'esercito statunitense e divenne brigadiere generale dell'esercito confederato. Comandò le difese di Charleston, in Carolina del Sud, all'inizio della guerra civile ed a Fort Sumter il 12 aprile 1861. Tre mesi più tardi vinse la prima battaglia di Bull Run presso Manassas, in Virginia. Beauregard comandò le armate nel teatro di guerra occidentale, tra cui la battaglia di Shiloh nel Tennessee e l'assedio di Corinth nel Mississippi settentrionale. Tornò a Charleston e la difese nel 1863 dai ripetuti attacchi via terra e via mare dell'Unione. Il suo più grande successo fu il salvataggio dell'importante città industriale di Petersburg in Virginia, nel giugno 1864, e della vicina capitale confederata di Richmond da un assalto di preponderanti forze dell'Unione. La sua influenza sulla strategia dei Confederati venne sminuita dalle sue relazioni poco professionali col presidente Jefferson Davis e altri generali e ufficiali. Nell'aprile del 1865, Beauregard ed il suo comandante, il generale Joseph E. Johnston, convinsero Davis ed il resto del gabinetto di governo che la guerra fosse ormai giunta al termine. Johnston e la brigata di Beauregard si arresero al maggiore generale William T. Sherman. Dopo la carriera militare, Beauregard tornò in Louisiana, dove prestò servizio nelle ferrovie e divenne un ricco promotore di una lotteria statale.

## Biografia
(Raimondo Luraghi, Storia della guerra civile americana, BUR, 1994, vol. 1, p. 201)

## I primi anni e l'educazione

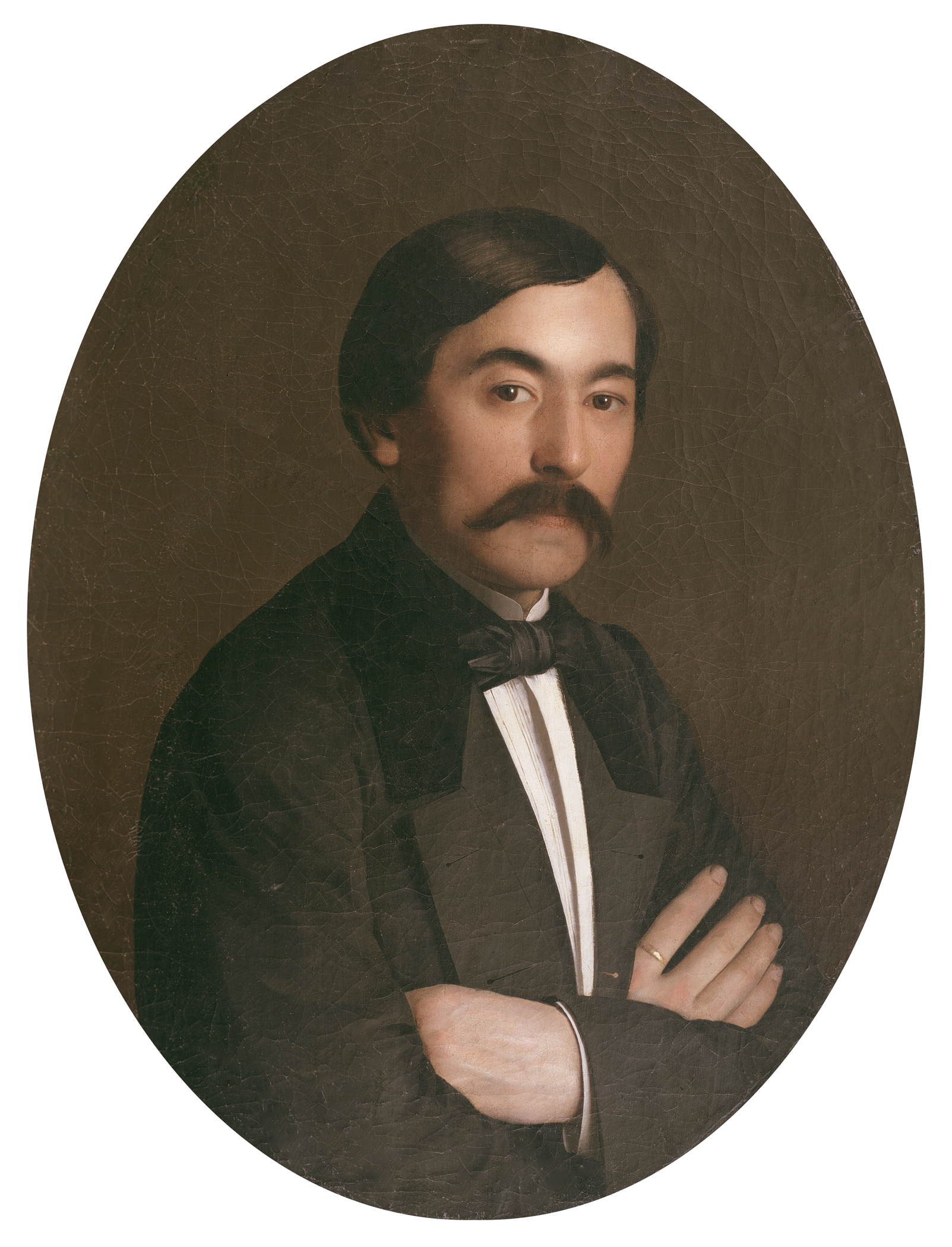
Pierre G. T. Beauregard in un ritratto giovanile ad opera di Richard Clague

Beauregard nacque nella piantagione di canna da zucchero "Contreras" nella parrocchia di Saint Bernard, in Louisiana, a circa 20 km dalla città di New Orleans, da una famiglia di origini creole. Beauregard era il figlio terzogenito di Hélène Judith de Reggio, discendente di Francesco Maria de Reggio (1698–1787), membro illegittimo della nobile famiglia degli Este, duchi di Ferrara, emigrato dapprima in Francia e poi in Louisiana, e di suo marito, Jacques Toutant-Beauregard, di ascendenze francesi e gallesi. Aveva tre fratelli e tre sorelle. Beauregard frequentò delle scuole private a New Orleans e poi si recò alla "French school" di New York. Durante i suoi quattro anni a New York imparò l'inglese, in quanto fino a quel momento era stato di madrelingua francese.
Frequentò quindi la United States Military Academy di West Point. Uno dei suoi istruttori fu Robert Anderson, che divenne in seguito comandante di Fort Sumter e si arrese a Beauregard all'inizio della guerra civile. Arruolatosi a West Point, Beauregard iniziò ad utilizzare sempre più il nome "G. T. Beauregard", con "Toutant" passato al ruolo di secondo nome, per integrarsi meglio. Nel 1838 conseguì il brevetto da ufficiale e risultò eccellente sia come artigliere che come geniere militare. I suoi compagni d'arme gli affibbiarono diversi soprannomi: "Little Creole" ("il piccolo creolo"), "Bory", "Little Frenchman", "Felix" e "Little Napoleon".

### La carriera militare
Prestò servizio sotto Winfield Scott come geniere nel corso della guerra messico-statunitense. Venne nominato capitano dopo le battaglie di Contreras e Churubusco e maggiore dopo quella di Chapultepec, dove rimase ferito ad una spalla. In quest'ultimo scontro viene in particolare ricordato il suo ardimento che riuscì a convincere l'assemblea degli ufficiali generali a cambiare i loro piani per l'attacco alla fortezza di Chapultepec. Fu uno dei primi ufficiali a entrare a Città del Messico. Beauregard, che pure riteneva di aver contribuito significativamente alla vittoria, si trovò ben presto in contrasto con alcuni suoi colleghi, e in particolare col capitano geniere Robert E. Lee, il quale aveva ricevuto più brevetti di lui, facendo molta carriera in breve tempo.
Beauregard fece ritorno negli Stati Uniti dal Messico nel 1848. Per i successivi 12 anni venne incaricato della difesa della regione del Mississippi e dei laghi in Louisiana, riparando antiche fortificazioni e costruendone di nuove sulla costa della Florida e a Mobile. Egli migliorò anche le difese dei forti di St. Philip e Jackson sul fiume Mississippi presso New Orleans. Collaborò con genieri dell'esercito e della marina militare per migliorare la navigazione delle navi alla foce del Mississippi. Inventò per l'occasione uno speciale escavatore che poteva essere utilizzato dalle navi per attraversare i punti più difficili, dove il pescaggio era minimo. Pur rimanendo nell'esercito, promosse attivamente l'elezione di Franklin Pierce a presidente degli Stati Uniti nel 1852, nonché generale nella guerra messicana che aveva molto impressionato Beauregard. Pierce nominò Beauregard ingegnere sovrintendente della U.S. Custom House a New Orleans, una struttura in granito costruita nel 1848 e che presentava problemi strutturali a causa del terreno paludoso su cui era stata costruita. Beauregard riuscì a stabilizzare l'edificio, e rimase con quest'incarico dal 1853 al 1860.
Durante il suo periodo di servizio a New Orleans, Beauregard era insoddisfatto dell'inattività da tempo di pace, e nel 1856 informò il dipartimento dei genieri dell'esercito che si sarebbe imbarcato come filibustiere a fianco di William Walker, il quale gli aveva offerto il grado di secondo in comando nella sua armata, per la conquista del Nicaragua. Diversi alti ufficiali, tra cui il generale Winfield Scott, convinsero Beauregard a rimanere negli Stati Uniti. Entrò quindi per breve tempo in politica come candidato a sindaco di New Orleans nel 1858 e venne appoggiato sia dal Partito Whig sia da quello Democratico contro il candidato dei Know Nothing. Beauregard venne sconfitto di poco.
Sfruttando l'influenza politica di suo cognato, John Slidell, Beauregard ottenne la nomina a sovrintendente dell'Accademia Militare il 23 gennaio 1861. Cinque giorni dopo la Louisiana decise di aderire alla secessione ed egli rifiutò l'incarico.

### La Guerra Civile

#### L'inizio della guerra e la difesa di Charleston

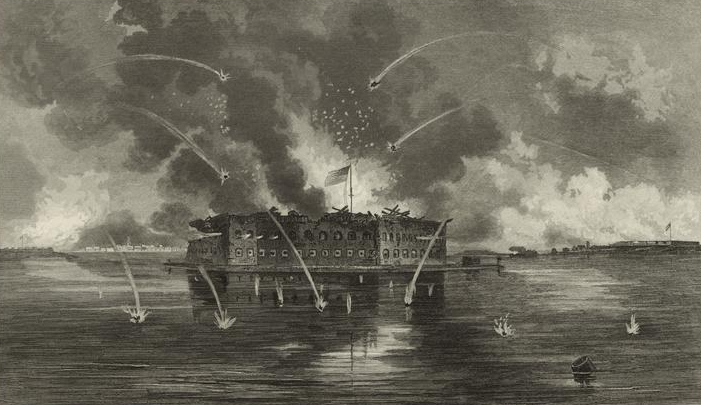
Il bombardamento di Fort Sumter nel 1861

Beauregard era uno dei soli otto generali effettivi dell'esercito confederato. Raccomandò che forze imponenti stazionassero a difesa di New Orleans ma dovette cedere agli ordini contrari di Jefferson Davis e questa frizione iniziale fra Beauregard e Davis non poté che peggiorare col trascorre degli anni.
Il primo incarico affidato a Beauregard dal governo confederato fu il comando delle forze a Charleston (Carolina del Sud), dove il 12 aprile 1861 egli aprì il fuoco sulla fortezza dell'Unione, il Fort Sumter: evento che è considerato come l'avvio della guerra di secessione americana. Il bombardamento perdurò per le successive 34 ore sino a quando il generale comandante della fortezza, Anderson, non si arrese il 14 aprile.

#### La prima battaglia di Bull Run
Convocato nella nuova capitale dei confederati a Richmond, in Virginia, Beauregard ricevette un'acclamazione da eroe già lungo il percorso. Ottenne il comando della "Alexandria Line" per la difesa contro l'incombente offensiva federale, preparata dal generale di brigata Irvin McDowell (uno dei compagni di corso di Beauregard a West Point) contro l'incrocio ferroviario confederato a Manassas. La strategia di Beauregard consigliò di concentrare le forze del generale Joseph E. Johnston dalla valle di Shenandoah insieme alle sue, cercando non solo di difendere le proprie posizioni, ma anche di iniziare un'offensiva contro McDowell e Washington. Malgrado il grado più alto, Johnston non aveva familiarità col territorio dove si sarebbero svolti gli scontri e cedette l'impostazione tattica del piano a Beauregard, come una cortesia professionale. Da parte sua, il presidente Davis considerava che le idee di Beauregard fossero spesso frutto di grandi principi militari e che non potessero essere applicate facilmente a un esercito privo di esperienza come quello confederato nel 1861. Davis lo credeva carente di logistica, intelligence, forza militare e politica.

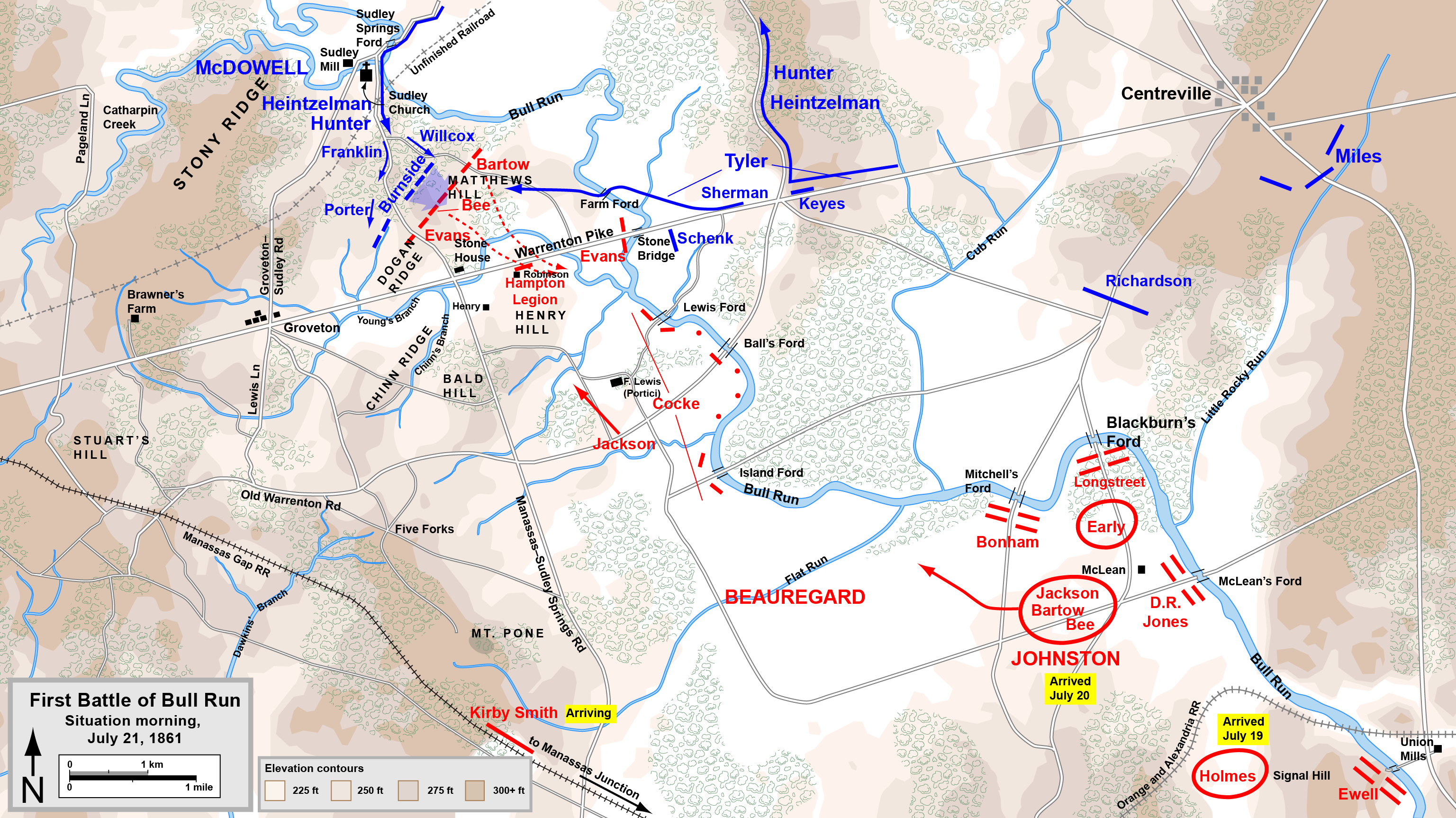
L'inizio della prima battaglia di Bull Run

La prima battaglia di Bull Run iniziò il 21 luglio 1861, con un elemento di sorpresa da ambo i lati (McDowell e Beauregard avevano pianificato di contrastare i loro rispettivi nemici con un attacco sul fianco destro). McDowell attaccò per primo, attraversando il torrente Bull Run e minacciando il fianco sinistro di Beauregard. Beauregard persistette nello spostare le sue truppe per muovere un attacco dal fianco destro (il fianco sinistro di McDowell, verso Centreville), ma Johnston lo esortò a dirigersi in suo soccorso verso la collina Henry House, debolmente difesa. Vedendo le forze dell'Unione in quel momento, Beauregard insistette perché Johnston lasciasse l'area immediatamente e si ponesse in retroguardia a 2,5 km di distanza. Per incitare l'animo della truppa, Beauregard si mise a cavalcare tra i suoi uomini, sventolando la bandiera della confederazione e tenendo discorsi carichi di patriottismo. La linea dei confederati tenne.
Quando le altre truppe di Johnston giunsero dalla valle del Shenandoah, i confederati lanciarono un contrattacco che fu in grado di sbaragliare l'esercito dell'Unione, costringendolo a una disordinata ritirata verso Washington. Lo storico William C. Davis riportò che la vittoria fu possibile grazie alle decisioni tattiche di Johnston, giudicando che le azioni di "Beauregard fossero degne di un novello generale, che si pone alla testa di una carica del proprio reggimento, che arringa le sue truppe, aspettandosi il riconoscimento dei suoi uomini." Fu ad ogni modo Beauregard a ricevere il grosso delle acclamazioni da parte del pubblico e della stampa per questa vittoria. Il 23 luglio Johnston richiese al presidente Davis che Beauregard fosse promosso al rango di generale. Davis diede la propria approvazione.

La bandiera di guerra di Beauregard che poi divenne quella dell'esercito Confederato

Dopo Bull Run, Beauregard chiese che in battaglia si utilizzasse una bandiera diversa da quella ufficiale confederata, a stelle e barre orizzontali, per marcare la differenza con l'Unione che usava la bandiera degli Stati Uniti. Si servì di Johnston e William Porcher Miles per creare quindi una bandiera di battaglia dei Confederati.
Quando l'esercito si recò nei quartieri invernali, Beauregard entrò in conflitto con l'alto comando dei Confederati. Egli infatti era desideroso di promuovere un'invasione del Maryland per far retrocedere i nemici verso Washington. Il suo piano venne bocciato come impraticabile, ed egli chiese allora di essere assegnato a New Orleans, che si aspettava sarebbe stata attaccata a breve dall'Unione, ma anche questo gli venne negato. Litigò col commissario generale Lucius B. Northrop (amico personale del presidente Davis) sugli inadeguati rifornimenti che ricevevano le sue truppe. Rese dichiarazioni pubbliche che mettevano in discussione la capacità del segretario alla guerra del governo confederato a dare ordini come un generale. Infine, fece adirare il presidente Davis quando il suo rapporto sulla battaglia di Bull Run apparve nei giornali, ed esso suggeriva che Davis avesse interferito con il piano di Beauregard di inseguire e distruggere l'armata di McDowell e di marciare su Washington.

#### Altri scontri
Fu trasferito nel Tennessee e assunse il comando delle forze confederate nella battaglia di Shiloh allorché il generale Albert Sidney Johnston (nessuna relazione con Joseph E. Johnston) cadde ucciso. Per quanto vittorioso il primo giorno della battaglia, 6 aprile 1862, Beauregard arrestò l'offensiva, forse in modo prematuro. Fu costretto a ritirarsi il secondo giorno dopo che Ulysses S. Grant era riuscito a rafforzarsi. Più tardi fu obbligato a ritirarsi dalla sua base di approvvigionamento di Corinth dalle forze condotte da Henry W. Halleck.
Beauregard difese con successo Charleston da ripetuti attacchi dell'Unione tra il 1862 e il 1864. Nel 1864 appoggiò Robert E. Lee nella difesa di Richmond, sconfiggendo Benjamin Butler nella campagna di Bermuda Hundred presso le alture di Drewry's Bluff, nella difesa di Petersburg. Colse contro Butler la sua vittoria militare più impressionante, che lo indusse a cullare grandiosi pensieri. Propose a Robert E. Lee e a Jefferson Davis di affidargli il comando di una grandiosa invasione del Nord per sconfiggere Grant e Butler e vincere la guerra. Senz'altro per allontanare quell'uomo irritante da Lee in Virginia, Davis nominò Beauregard comandante delle forze confederate nell'Ovest con l'Armata del Tennessee di John B. Hood e il Dipartimento dell'Alabama di Richard Taylor, il Mississippi e la Louisiana orientale ai suoi ordini. Da allora in poi tutte le sue forze furono occupate qua e là (in Tennessee, Alabama e Mississippi) e non ebbe risorse sufficienti per arrestare le superiori forze unioniste al comando di William Tecumseh Sherman nella loro marcia verso il mare. Con Joseph E. Johnston si arrese a Sherman in Carolina del Nord nell'aprile 1865.
Dopo la guerra parlò in favore dei diritti civili e per il diritto di voto agli schiavi recentemente affrancati: opinione non comune fra i confederati d'alto rango. Gli scritti militari di Beauregard includono The Principles and Maxims of the Art of War, Report on the Defense of Charleston e A Commentary on the Campaign and Battle of Manassas. Beauregard e Jefferson Davis dettero alle stampe materiali con cui si scambiarono una serie di reciproche aspre accuse e contro-accuse, ognuno per biasimare col senno di poi l'altro a proposito della disfatta della Confederazione.
Il generale Beauregard declinò l'offerta di assumere il comando delle truppe di Romania (1866) ed Egitto (1869). S'impegnò nella promozione delle ferrovie, sia come direttore di compagnia sia come consulente ingegnere. Brevettò un sistema di veicoli urbani trainati da cavi. Servì nel governo dello Stato della Louisiana, prima come aiutante generale e poi, con meno successo, come direttore della Lotteria della Louisiana. Per quanto considerato persona onesta non riuscì a eliminare la corruzione dal sistema che governava la lotteria.
Beauregard morì a New Orleans. Fu sepolto nel Cimitero di Metairie.

## Matrimoni e figli

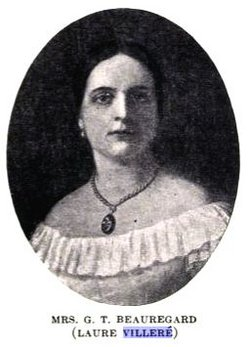
Marie Antoinette Laure Villeré, prima moglie di Beauregard e madre dei suoi tre figli

Nel 1841 Beauregard sposò Marie Antoinette Laure Villeré (22 marzo 1823 – 21 marzo 1850), figlia di Jules Villeré, proprietario di una piantagione di canna da zucchero nella parrocchia di Plaquemines e membro di una delle più importanti famiglie creole della Louisiana meridionale. Il nonno paterno di Marie era infatti stato Jacques Villeré (1761–1830), il secondo governatore della Louisiana. Marie era descritta con la pelle bianchissima e gli occhi azzurri. La coppia ebbe tre figli:
- René (1843–1910)
- Henri (1845–1915)
- Laure (1850–1884)

Marie morì nel marzo del 1850, dando alla luce Laure.
Dieci anni più tardi, Beauregard sposò Marguerite Caroline Deslonde, che morì a New Orleans nel marzo del 1864, quando la città si trovava sotto l'occupazione dell'Unione. La coppia non ebbe figli.. Caroline era figlia di André Deslonde, proprietario di una piantagione di canna da zucchero della parrocchia di Saint John the Baptist, cognata di John Slidell (1793–1871), senatore della Louisiana e poi diplomatico confederato, oltre ad essere cugina di Jean Alexander Le Mat (1821–1895), il progettista del revolver LeMat che dovette il successo proprio al supporto di Beauregard.